# Tokat Belediye Plevne Spor Kulübü 2018-2019 (pallavolo maschile)
Questa voce raccoglie le informazioni riguardanti il Tokat Belediye Plevne Spor Kulübü nelle competizioni ufficiali della stagione 2018-2019.

## Organigramma societario
Area direttiva
- Presidente: Eyüp Eroğlu

Area tecnica
- Allenatore: Reşat Arığ
- Secondo allenatore: İlker Alkan
- Assistente allenatore: Bekir Sarıkaya

## Rosa
| N° | Nome            | Ruolo | Data di nascita   | Nazionalità sportiva |
| -- | --------------- | ----- | ----------------- | -------------------- |
| 1  | Július Firkaľ   | S     | 14 gennaio 1998   | Slovacchia           |
| 3  | Mert Tetik      | S     | 27 agosto 1993    | Turchia              |
| 4  | Çağlar Aksoylu  | S     | 22 agosto 1990    | Turchia              |
| 5  | Mesut Akman     | L     | 3 gennaio 1992    | Turchia              |
| 7  | İbrahim Akşeker | C     | 5 febbraio 1987   | Turchia              |
| 8  | Murathan Kısal  | C     | 22 novembre 1989  | Turchia              |
| 9  | Uğur Savaş      | S     | 24 febbraio 1998  | Turchia              |
| 10 | Turgay Doğan    | S     | 14 febbraio 1984  | Turchia              |
| 11 | Atakan Topal    | C     | 1º gennaio 2000   | Turchia              |
| 12 | Fatih Ürün      | P     | 22 gennaio 1987   | Turchia              |
| 13 | Semih Çelik     | L     | 29 novembre 1988  | Turchia              |
| 14 | Grzegorz Pająk  | P     | 1º gennaio 1987   | Polonia              |
| 15 | Bedirhan Bülbül | C     | 29 luglio 1999    | Turchia              |
| 16 | Daudi Okello    | O     | 20 settembre 1995 | Uganda               |
| 17 | Vefa Yılmaz     | P     | 24 aprile 1982    | Turchia              |
| 18 | Dmitrii Bahov   | S     | 23 ottobre 1990   | Moldavia             |
| 19 | Yiğit Onaylı    | S     | 30 maggio 1994    | Turchia              |

## Statistiche

### Statistiche di squadra
| Competizione     | Punti | In casa | In casa | In casa | In trasferta | In trasferta | In trasferta | Totale | Totale | Totale |
| Competizione     | Punti | G       | V       | P       | G            | V            | P            | G      | V      | P      |
| ---------------- | ----- | ------- | ------- | ------- | ------------ | ------------ | ------------ | ------ | ------ | ------ |
| Efeler Ligi      | 36    | 14      | 8       | 6       | 14           | 4            | 10           | 28     | 12     | 16     |
| Coppa di Turchia | -     | 1       | 1       | 0       | 1            | 1            | 0            | 3      | 2      | 1      |
| Totale           | -     | 15      | 9       | 6       | 15           | 5            | 10           | 31     | 14     | 17     |

G = partite giocate; V = partite vinte; P = partite perse

### Statistiche dei giocatori
| Giocatore  | Campionato | Campionato | Campionato | Campionato | Campionato | Coppa di Turchia | Coppa di Turchia | Coppa di Turchia | Coppa di Turchia | Coppa di Turchia | Totale | Totale | Totale | Totale | Totale |
| Giocatore  | P          | PT         | AV         | MV         | BV         | P                | PT               | AV               | MV               | BV               | P      | PT     | AV     | MV     | BV     |
| ---------- | ---------- | ---------- | ---------- | ---------- | ---------- | ---------------- | ---------------- | ---------------- | ---------------- | ---------------- | ------ | ------ | ------ | ------ | ------ |
| M. Akman   | 12         | 0          | 0          | 0          | 0          | 2                | 0                | 0                | 0                | 0                | 14     | 0      | 0      | 0      | 0      |
| İ. Akşeker | 27         | 175        | 107        | 59         | 9          | 3                | 27               | 20               | 6                | 1                | 30     | 202    | 127    | 65     | 10     |
| Ç. Aksoylu | 15         | 16         | 14         | 2          | 0          | 2                | 0                | 0                | 0                | 0                | 17     | 16     | 14     | 2      | 0      |
| D. Bahov   | 28         | 432        | 356        | 19         | 48         | 3                | 35               | 29               | 0                | 6                | 31     | 467    | 385    | 19     | 54     |
| B. Bülbül  | 18         | 65         | 45         | 14         | 6          | 2                | 5                | 3                | 1                | 1                | 20     | 70     | 48     | 15     | 7      |
| S. Çelik   | 28         | 0          | 0          | 0          | 0          | 3                | 0                | 0                | 0                | 0                | 31     | 0      | 0      | 0      | 0      |
| T. Doğan   | 19         | 106        | 87         | 16         | 3          | 3                | 24               | 21               | 0                | 3                | 22     | 130    | 108    | 16     | 6      |
| J. Firkaľ  | 19         | 129        | 112        | 8          | 9          | 2                | 7                | 6                | 1                | 0                | 21     | 136    | 118    | 9      | 9      |
| M. Kısal   | 26         | 133        | 88         | 41         | 4          | 3                | 14               | 6                | 6                | 2                | 29     | 147    | 94     | 47     | 6      |
| D. Okello  | 28         | 534        | 478        | 47         | 9          | 3                | 64               | 60               | 1                | 3                | 31     | 598    | 538    | 48     | 12     |
| Y. Onaylı  | 13         | 8          | 8          | 0          | 0          | 2                | 0                | 0                | 0                | 0                | 15     | 8      | 8      | 0      | 0      |
| G. Pająk   | 15         | 54         | 17         | 10         | 27         | 2                | 10               | 4                | 0                | 6                | 17     | 64     | 21     | 10     | 33     |
| U. Savaş   | 0          | 0          | 0          | 0          | 0          | -                | -                | -                | -                | -                | 0      | 0      | 0      | 0      | 0      |
| M. Tetik   | 17         | 52         | 43         | 7          | 2          | 1                | 0                | 0                | 0                | 0                | 18     | 52     | 43     | 7      | 2      |
| A. Topal   | 1          | 0          | 0          | 0          | 0          | 0                | 0                | 0                | 0                | 0                | 1      | 0      | 0      | 0      | 0      |
| F. Ürün    | 18         | 3          | 0          | 1          | 2          | 3                | 1                | 0                | 0                | 1                | 21     | 4      | 0      | 1      | 3      |
| V. Yılmaz  | 13         | 32         | 14         | 9          | 9          | 1                | 0                | 0                | 0                | 0                | 14     | 32     | 14     | 9      | 9      |

P = presenze; PT = punti totali; AV = attacchi vincenti; MV = muri vincenti; BV = battute vincenti